# Juan Aguirre
Juan Vicente García Aguirre (n. San Sebastián, Guipúzcoa, Espanha; 11 de fevereiro de 1970) é um músico espanhol, componente do duo Amaral, junto com a cantora Eva Amaral. e anteriormente do grupo "Días de Vino y Rosas".

## Biografia
Filho de migrantes aragoneses, nasceu no bairro de Gros de San Sebastián, ainda que regressaram à Saragoça quando ele todavia era "muito criança, quase um neném".
Com somente 13 anos começou a tocar sua primeira guitarra elétrica, e passava grande parte de seu tempo escutando música dos Beatles, Rolling Stones, The Byrds etc. Por essa época se deu conta de que gostava de música mais que o normal, com uma atração especial pelas guitarras. Sua primeira guitarra foi uma imitação da Fender Stratocaster. Sua avó a deu de presente nos seus doze anos.
Estudou Arqueologia, mas tinha muito claro que o que queria era formar um grupo, fazer canções e tocar. Não se imaginava fazendo outra coisa que não fosse música.